# Kuphus polythalamia

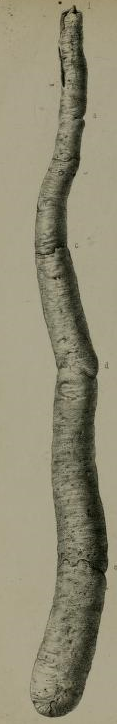
Wohnröhre von Kuphus polythalamia (aus Gray, 1857: Taf. 39 Fig. 1)

Kuphus polythalamia ist eine Muschel-Art aus der Familie der Schiffsbohrmuscheln (Teredinidae). Die Art lebt in Symbiose mit chemoautotrophen, schwefeloxidierenden (oder thioautotrophischen) Bakterien in Mangrovensümpfen Ostasiens.

## Merkmale
Das gleichklappige, stark klaffende Gehäuse ist stark reduziert und umschließt nur noch einen sehr kleinen Teil des wurmförmigen Weichkörpers, der mit dem Kopf nach unten in einer langen, senkrecht im Sediment steckenden kalkigen Wohnröhre lebt. Die Klappen sind basal zudem mit einem starken Muskelring umgeben, d. h., es handelt sich teilweise sogar um Innenschalen. Die beiden Klappen werden bis zu 2,6 cm lang. Auf dem vorderen Teil fehlen die scharfen Rippen. Insgesamt ist die Außenseite der beiden Klappen fast glatt. Das Gehäuse ist damit fast funktionslos, denn das untere Ende der kalkigen Wohnröhre ist zudem mit einer Kalkschicht abgeschlossen, die jedoch periodisch resorbiert werden muss, wenn das Tier wächst und die Wohnröhre vergrößert. Der vordere und der hintere Schließmuskel sind sehr klein. Auch dies deutet darauf hin, dass die (ursprüngliche) Bohrfunktion der beiden Klappen nur selten, wenn überhaupt genutzt wird.
Der ausgewachsen bis zu 1,55 m (1,90 m lang; bis zu 2 m lang) und etwa 6 cm dicke Weichkörper steckt mit dem Kopf nach unten in der kalkigen Wohnröhre. Der Weichkörper ist dunkel gefärbt und besitzt eine kräftige muskulöse Wand. Der Eingeweidesack ist vergleichsweise kurz und nimmt nur ein Zehntel der Körperlänge ein, und er liegt am vorderen Ende der Mantelhöhle. Die Tiere haben kein Caecum, wie es bei anderen Arten der Schiffsbohrmuscheln vorhanden ist, die sich in erster Linie von Holz ernähren. Das Caecum ist bei diesen holzbohrenden Arten immer sehr groß, denn im Caecum werden die Holzpartikel zur Verdauung gesammelt. Bei Kuphus polythalamia erstrecken sich die Kiemen mit jeweils nur einem Blatt fast über die gesamte Körperlänge.
Die kalkige Wohnröhre ist schwach gewunden und nimmt leicht im Durchmesser zum (unteren) vorderen Ende hin zu. Die Siphonen am Hinterende des Tieres (= oberes Ende der Wohnröhre) sind lang und voneinander getrennt. Am oberen Ende teilt sich die kalkige Wohnröhre gelegentlich in zwei Röhren, die dann die Siphonen umschließen. Am unteren Ende hat die Wohnröhre einen Durchmesser bis zu 11,4 cm (4½ Zoll), am oberen Ende nimmt der Durchmesser auf knapp 4 cm (anderthalb Zoll) ab. Die Basis bzw. das untere Ende der Wohnröhre ist gerundet mit zwei sich überlappenden Septen und komplett verschlossen.
Die Siphonen sind im distalen Teil außen von zwei zusätzlichen Kalkplatten, den sogenannten Paletten, jeweils halb umgeben. Die Paletten bestehen aus einem Stiel und einem halbröhrenförmigen oder halbkonusförmigen Blatt, wobei der Stiel nach unten zeigt. Die Paletten von Kuphus polythalamia messen bis zu 5 cm in der Länge, der Stiel weitet sich graduell zu einem dreieckigen Blatt. Das Blatt hat zwei hornartige Vorsprünge. Werden die Siphonen zurückgezogen, verschließen die zwei Paletten die Öffnung der Wohnröhre bzw. die zwei Ausgänge der Wohnröhre.

## Geographische Verbreitung, Lebensraum und Lebensweise
Das Verbreitungsgebiet von Kuphus polythalamia erstreckt sich von den Philippinen, Südchina, Taiwan, Indonesien, Neuguinea, Nordaustralien bis zu den Salomonen. Wahrscheinlich kommt die Art auch in Madagaskar und Ostafrika vor. Die Nachweise beruhen aber meist nur auf den Kalkröhren.
Das Tier lebt in einer Kalkröhre, die senkrecht im Sediment von Mangrovenwäldern steckt. Es lebt in Symbiose mit chemoautotrophen (thiotrophen) Bakterien, die Schwefelwasserstoff zur Energiegewinnung nutzen. Die Bakterien werden in den Kiemen gehalten.

## Taxonomie und Phylogenie
Das Taxon wurde 1767 von Carl von Linné als Serpula polythalamia aufgestellt. Er glaubte damals noch, dass die Art zu den Würmern gehört. Es ist die Typusart der Gattung Kuphus Guettard, 1770. Synonyme sind: Septaria arenarius Lamarck, 1818, Siliquaria bipartita Martin, 1880 (?), Teredo dubia Sivickis, 1928 und Teredo gigantea Home, 1806.
Derzeit wird nur eine rezente Art anerkannt. Aber es gibt noch drei fossile Arten der Gattung, deren Stellung allerdings unsicher ist, da die Taxonomie z. T. nur auf Wohnröhren beruht. Kuphus polythalamia ist also nicht die einzige Art der Gattung, wie gelegentlich in der zoologischen Literatur behauptet wird. Die Gattung Kuphus ist aber (derzeit) die einzige Gattung der Unterfamilie Kuphinae Tryon, 1862.
- Kuphus Guettard, 1770
  - †Kuphus fistula Lea, 1843 (Miozän/Pliozän)
  - †Kuphus incrassatus Gabb, 1873 (Oligozän/Miozän)
  - †Kuphus melitensis Zammit Maempel, 1993, Oberes Oligozän[10]
  - Kuphus polythalamia (Linnaeus, 1767)

Nach den molekularbiologischen Untersuchen von Distel et al. (2017) ist Kuphus polythalamia die Schwesterart von Teredora malleolus.
1941 beschrieb der deutsche Paläontologe Friedrich von Huene ein neues Dinosauriertaxon Succinodon putzeri, ein Sauropode aus der Oberkreide von Polen. Das Taxon basierte auf einem (vermeintlichen) Unterkiefer mit Zähnen. Eine Nachuntersuchung ergab jedoch, dass es sich nicht um die Überreste eines Dinosaurierschädels aus dem späten Mesozoikum, sondern um fossile Kalkröhren aus dem frühen Känozoikum handelt, die von den revidierenden Autorinnen Krystyna Pozaryska und Halina Pugaczewska 1981 als Wohnröhren von Terediniden interpretiert wurden. Sie bestimmten sie jedoch nicht bis zur Art, sondern beließen die Fossilreste in offener Nomenklatur als Kuphus sp. Die Zuweisung zu Kuphus muss aber bezweifelt werden, da die Röhren aus vollmarinen Sedimentgesteinen stammen. Sie sind viel zu klein (nur etwa 10 cm lang, max. Durchmesser 1,5 cm), und außerdem fanden die beiden Autorinnen eine Septierung im oberen Teil nahe der Öffnung der Wohnröhre, was zusammen genommen nicht für eine Kuphus-Wohnröhre spricht.